# 8210 NANTEN
8210 NANTEN è un asteroide della fascia principale. Scoperto nel 1995, presenta un'orbita caratterizzata da un semiasse maggiore pari a 2,4641187 UA e da un'eccentricità di 0,0949550, inclinata di 7,13967° rispetto all'eclittica.